# Gemma Arenas Alcázar
Pour les articles homonymes, voir Arenas et Alcázar.
Gemma Arenas Alcázar est une athlète espagnole née le 12 février 1979 ou le 12 septembre 1980 à Ciudad Real. Spécialiste de l'ultra-trail, elle a notamment remporté les Penyagolosa Trails sur différentes distances en 2016 et 2017.

## Biographie
Le 10 juillet 2021, elle prend part à l'Ultra SkyMarathon des championnats du monde de skyrunning à La Vall de Boí. Elle part dans le groupe de tête aux côtés de ses compatriotes Maite Maiora et Aroa Sío. Elle voit Maite se détacher en tête et conserve son rythme pour décrocher la médaille d'argent.
Le 10 septembre 2022, elle s'élance sur l'Ultra SkyMarathon des championnats du monde de skyrunning à Riale. Elle se retrouve aux avant-postes aux côtés de sa compatriote Sandra Sevillano. Les deux femmes voient cependant l'Italienne Giuditta Turini s'échapper seule en tête pour s'offrir le titre. Gemma Arenas remporte la médaille d'argent en terminant trente secondes devant Sandra Sevillano. Le 5 novembre, elle prend le départ de l'épreuve de trail long des championnats du monde de course en montagne et trail à Chiang Mai. Laissant partir la Suédoise Ida Nilsson et la Française Blandine L'Hirondel se battre en tête, elle assure la troisième place. Elle remporte la médaille de bronze individuelle ainsi que la médaille d'argent par équipes.
Le 15 juillet 2023, elle prend le départ en tant que favorite sur l'épreuve d'Ultra SkyMarathon aux championnats d'Europe de skyrunning à Gusinje. Elle s'empare des commandes de la course avec sa compatriote Itziar Oteiza et l'Italienne Giulia Saggin à ses côtés. Elle se détache ensuite seule en tête mais se tord la cheville peu avant le quatrième ravitaillement. Giulia Saggin en profite pour récupérer la tête de course. Bien décidée à ne rien lâcher, Gemma Arenas reprend la course sur un rythme soutenu et parvient à doubler l'Italienne pour récupérer son bien. Elle s'offre ainsi le titre.
Le 7 septembre 2024, elle s'élance parmi les favorites sur l'épreuve d'Ultra SkyMarathon aux championnats du monde de skyrunning à Covaleda. Surprise par le départ rapide de l'Américaine Erin Ton, elle court aux côtés de l'Italienne Giulia Marchesoni et se retrouve dans le groupe de tête après l'abandon d'Erin Ton. Elle se fait cependant distancer à mi-parcours puis se fait doubler par la Japonaise Honoka Akiyama. Elle assure la médaille de bronze en 8 h 48 min 54 s.

## Résultats
| no  | féminin            | Course                                                  | Longueur | Départ            | Temps            |
| --- | ------------------ | ------------------------------------------------------- | -------- | ----------------- | ---------------- |
| 33e | Médaille d'or      | Penyagolosa Trails                                      | 63 km    | 23 avril 2016     | 6 h 33 min 51 s  |
| 12e | Médaille d'or      | Ultra SkyMarathon Madeira                               | 55 km    | 4 juin 2016       | 6 h 58 min 51 s  |
| 28e | Médaille d'or      | Ultra Pirineu                                           | 110 km   | 24 septembre 2016 | 15 h 20 min 34 s |
| 16e | Médaille d'or      | Penyagolosa Trails                                      | 115 km   | 22 avril 2017     | 15 h 01 min 19 s |
| 16e | Médaille d'or      | Penyagolosa Trails                                      | 115 km   | 13 avril 2019     | 14 h 13 min 43 s |
| 15e | Médaille d'argent  | Championnats du monde de skyrunning - Ultra SkyMarathon | 68 km    | 10 juillet 2021   | 9 h 42 min 1 s   |
| 23e | Médaille d'argent  | Ultra Pirineu                                           | 100 km   | 2 octobre 2021    | 12 h 37 min 20 s |
| 14e | Médaille d'argent  | Penyagolosa Trails MIM                                  | 60 km    | 16 octobre 2021   | 6 h 37 min 54 s  |
| 24e | Médaille d'argent  | Grand Trail des Templiers                               | 80,9 km  | 24 octobre 2021   | 8 h 10 min 38 s  |
| 28e | Médaille d'argent  | Penyagolosa Trails MIM                                  | 60 km    | 23 avril 2022     | 6 h 25 min 42 s  |
| 26e | Médaille d'argent  | Championnats du monde de skyrunning - Ultra SkyMarathon | 56,2 km  | 10 septembre 2022 | 7 h 4 min 56 s   |
| 46e | Médaille de bronze | Championnats du monde de trail - Long                   | 78 km    | 5 novembre 2022   | 8 h 46 min 24 s  |
| 30e | Médaille de bronze | Transgrancanaria Maratón                                | 45 km    | 24 février 2023   | 4 h 21 min 32 s  |
| 21e | Médaille d'or      | Penyagolosa Trails MIM                                  | 60 km    | 22 avril 2023     | 6 h 20 min 25 s  |
| 26e | Médaille d'or      | Championnats d'Espagne d'ultra-trail                    | 75 km    | 29 avril 2023     | 10 h 37 min 22 s |
| 13e | Médaille d'or      | Championnats d'Europe de skyrunning - Ultra SkyMarathon | 55 km    | 15 juillet 2023   | 7 h 59 min 5 s   |
| 43e | Médaille de bronze | Grand Trail des Templiers                               | 80,2 km  | 22 octobre 2023   | 8 h 22 min 18 s  |
| 19e | Médaille d'or      | Penyagolosa Trails MIM                                  | 60 km    | 20 avril 2024     | 6 h 23 min 21 s  |
| 22e | Médaille d'or      | Transvulcania Maratón                                   | 43,2 km  | 11 mai 2024       | 5 h 35 min 1 s   |
| 13e | Médaille d'argent  | Tenerife Bluetrail 73K                                  | 73 km    | 8 juin 2024       | 7 h 48 min 47 s  |
| 28e | Médaille de bronze | Championnats du monde de skyrunning - Ultra SkyMarathon | 70 km    | 7 septembre 2024  | 8 h 48 min 54 s  |
| 33e | Médaille de bronze | Ultra Pirineu                                           | 100 km   | 5 octobre 2024    | 12 h 41 min 11 s |
| 25e | Médaille de bronze | Tenerife Bluetrail - 47K                                | 47 km    | 29 mars 2025      | 4 h 31 min 56 s  |
| 35e | Médaille d'argent  | Penyagolosa Trails MIM                                  | 60 km    | 12 avril 2025     | 6 h 27 min 13 s  |
| 39e | Médaille d'or      | Championnats d'Espagne d'ultra-trail                    | 70 km    | 31 mai 2025       | 7 h 14 min 15 s  |
| 29e | 6e                 | Championnats d'Europe de skyrunning - Ultra SkyMarathon | 42 km    | 5 juillet 2025    | 5 h 59 min 14 s  |